# Motorsystrar
Motorsystrar är ett TV-program som visas i Sveriges Television under hösten 2012, med reportage om motorfordon i Sverige.
I programmet visas bland annat lowriders, tvåhjulskörning och folkrace.
Producent för programmet är Filip Gårdstam, OTW Television.